# Trockenland-Elefantenspitzmaus
Die Trockenland-Elefantenspitzmaus (Elephantulus intufi), auch Trockenland-Rüsselspringer, ist eine Art der Elefantenspitzmäuse aus der Ordnung der Rüsselspringer (Macroscelidea). Sie besitzt die für alle Vertreter der Elefantenspitzmäuse typische lange, rüsselartige Nase und kurze Vorder- sowie lange Hinterbeine. Der Lebensraum umfasst trockene, halbwüstenartige Landschaften im südwestlichen Afrika, die aber als Voraussetzung für die Anwesenheit der Art einen gewissen Pflanzenbewuchs benötigen. Der flinke Bodenbewohner ernährt sich überwiegend von Insekten und nutzt mehr oder weniger fest umrissene Streifgebiete, die mit Unterschlüpfen durchsetzt sind und verschiedene Aufenthaltsplätze etwa zum Sonnenbaden enthalten. Männchen und Weibchen bilden monogame Paare, die ein Leben lang halten, gemeinsame Aktivitäten außerhalb der Paarung sind allerdings selten. Ein Wurf umfasst ein bis zwei Jungtiere, bei deren Aufzucht keine väterliche Betreuung stattfindet. Die Trockenland-Elefantenspitzmaus wurde 1836 wissenschaftlich eingeführt, ihr Bestand gilt als nicht gefährdet.

## Beschreibung

### Habitus
Die Trockenland-Elefantenspitzmaus ist ein kleinerer Vertreter der Elefantenspitzmäuse. Er erreicht eine Gesamtlänge 21,1 bis 27,2 cm. Davon entfallen 9,7 bis 14,2 cm auf den Schwanz, der damit der Länge des restlichen Körpers entspricht oder diese geringfügig übertrifft (105 %). Das Gewicht variiert zwischen 35 und 62 g. Ein ausgeprägter Sexualdimorphismus ist nicht erkennbar. Untersuchungen von 116 Individuen aus Namibia ergaben eine Gesamtlänge von durchschnittlich 23,5 cm für Männchen (Schwanzlänge 12,1 cm) und 23,7 cm für Weibchen (Schwanzlänge 12,1 cm). Auch das Körpergewicht ist bei beiden Geschlechtern relativ ähnlich. So sind männliche Tiere mit im Mittel 45,9 g etwa gleich schwer wie weibliche, die rund 45,7 g wiegen. Typisch für die Art sind der große Kopf mit der rüsselartig verlängerten Nase und die gegenüber den Hinterbeinen sehr kurzen Vorderbeine. Das Fell ist dicht und weich, die einzelnen Haare werden bis zu 12 mm lang, zeigen eine dunkelgraue Färbung und besitzen eine gelblichbraune Spitze. Das Rückenfell und die Kopfoberseite wirken insgesamt gelblichbraun, an den Seiten ist es jedoch blasser getönt. Generell sind Individuen aus dem westlichen Verbreitungsgebiet heller gefärbt als im östlichen. Die Bauchseite und ebenso das Kinn besitzen einen hellgrauen bis weißlichen Farbton. Die Ohren sind 22 bis 25 mm lang und haben gerundete Spitzen. An der Innenseite der Ohrmuschel treten lange, weißliche Haare auf, hinter den Ohren befinden sich goldbraune Farbflecken. Die großen Augen werden von einem weißlichen Augenring vollständig umrahmt. Der Schwanz zeigt sich oberseits dunkel, unterseits heller. Die Haare sind hier kurz und weißlich gefärbt, auf der Schwanzoberseite zusätzlich mit schwarzen Spitzen ausgestattet. Die Haarlänge nimmt zum Schwanzende hin zu, allerdings ist kein Haarbusch wie etwa bei der Westlichen Klippen-Elefantenspitzmaus (Elephantulus rupestris) ausgebildet. Die Hände und Füße sind jeweils fünfstrahlig und tragen kurze Krallen. Das dicke Hautpolster der hinteren Fußsohlen zeigt eine braune Färbung, im Gegensatz zu der schwarzen bei der Östlichen Klippen-Elefantenspitzmaus (Elephantulus myurus). Die Hinterfußlänge liegt bei 29 bis 39 mm (durchschnittlich 33,7 mm).

### Schädel- und Gebissmerkmale
Der Schädel besitzt eine Länge von 34 mm und eine Breite an den Jochbögen von 19,5 mm. Das Nasenbein wird rund 13 mm lang. Die Paukenblase ist nur leicht geschwollen. Das Gebiss besteht aus 40 Zähnen und weist folgende Zahnformel auf: {\displaystyle {\frac {3.1.4.2}{3.1.4.2}}} Die Schneidezähne der oberen Zahnreihe sind alle etwa gleich groß, der Eckzahn ist spitz. Am zweiten und dritten unteren Prämolar fehlt das jeweils zusätzliche, hintere (dritte) Höckerchen, wie es bei der nahe verwandten Westlichen Klippen-Elefantenspitzmaus vorkommt. Wie bei dieser ist der obere zweite Prämolar aber molariform gestaltet und ähnelt so den hinteren Backenzähnen. Die Länge der oberen Zahnreihe vom ersten Schneidezahn bis zum letzten Molar beträgt rund 17,5 mm.

## Verbreitung

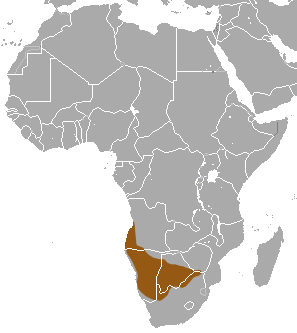
Verbreitungsgebiet (braun) der Trockenland-Elefantenspitzmaus

Das Verbreitungsgebiet der Trockenland-Elefantenspitzmaus befindet sich im südwestlichen Afrika vom nordwestlichen und nördlichsten Teil Südafrikas, über große Teile Namibias mit Ausnahme der küstennahen Bereiche der Namib bis in den Südwesten Angolas und in die südlichen und zentralen Teile von Botswana. Sie ist dabei an besonders trockene, savannen- bis halbwüstenartige Landschaften mit weniger als 200 bis 450 mm Jahresniederschlag angepasst. Aufgrund dessen dominieren in den bewohnten Habitaten niedrige Buschvegetation und dünne Grasdecken auf festen oder sandigen Böden. Dabei muss eine gewisse Anzahl an Versteckmöglichkeiten vorhanden sein, so dass die Art in vollständig offenen Arealen nicht auftritt. Die Populationsgröße ist unbekannt, die Dichte kann aufgrund der stark schwankenden Umweltbedingungen im südwestlichen Afrika aber deutlich variieren. Die Art gilt jedoch als lokal relativ häufig. Ein Großteil des Verbreitungsgebietes überschneidet sich mit dem der Westlichen Klippen-Elefantenspitzmaus, die aber felsigerer Regionen bedarf. Dabei kommt es teilweise zu Verwechslungen der beiden Arten, vor allem in Gebieten, wo die jeweils bevorzugten Landschaftsräume gemeinsam auftreten. Im Osten grenzt das Verbreitungsgebiet der Trockenland-Elefantenspitzmaus an die Areale der Östlichen Klippen-Elefantenspitzmaus und der Kurznasen-Elefantenspitzmaus (Elephantulus brachyrhynchus). In der zentralen Kalahari ist die Trockenland-Elefantenspitzmaus der einzige Vertreter der Elefantenspitzmäuse.

## Lebensweise

### Territorialverhalten

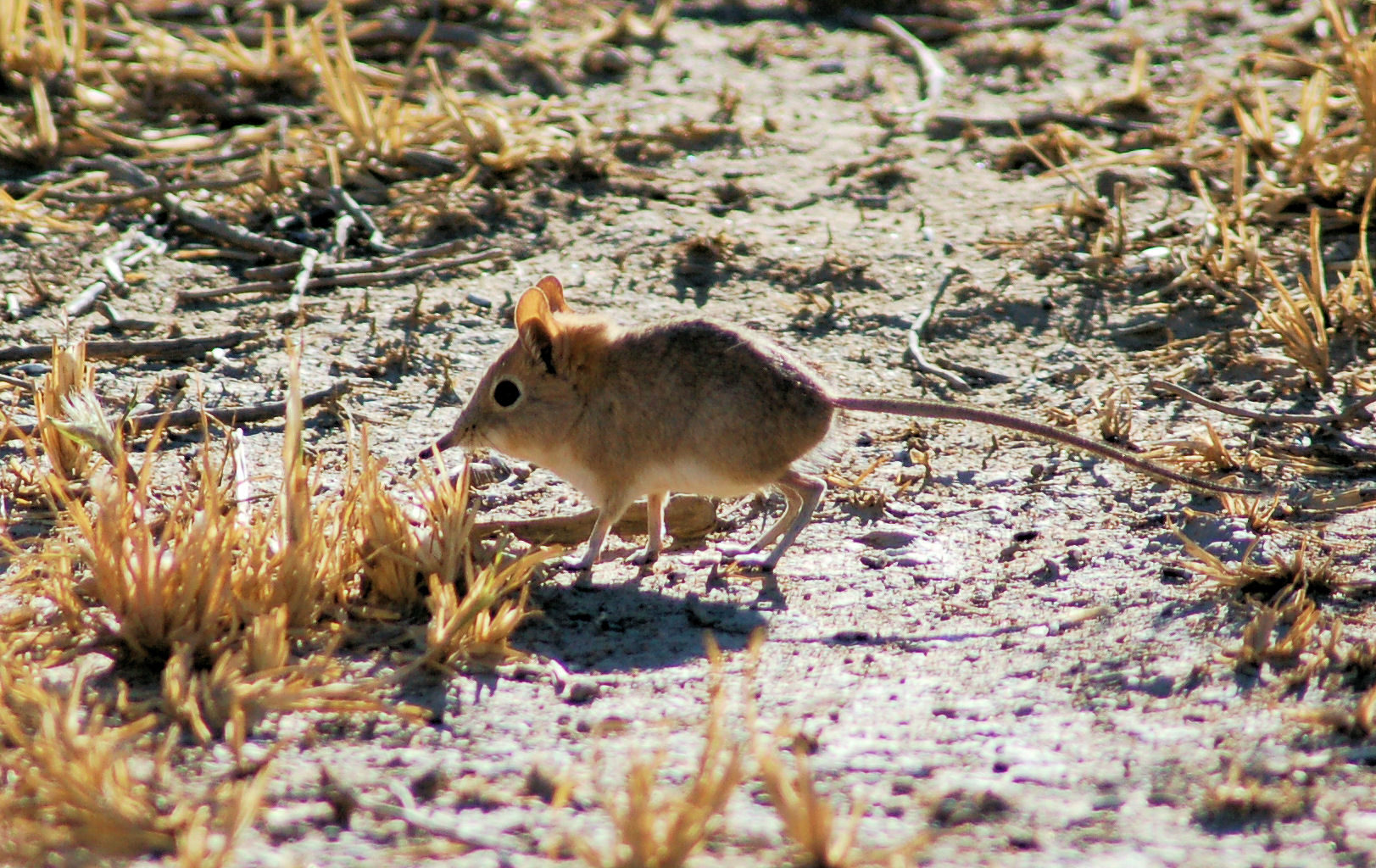
Trockenland-Elefantenspitzmaus im Kgalagadi-Transfrontier-Nationalpark in Südafrika

Die Trockenland-Elefantenspitzmaus kann sowohl am Tag als auch in der Nacht aktiv sein, zu den Hauptzeiten gehören die Dämmerungsphasen. Sie ist ein Bodenbewohner und bewegt sich dort als schneller (cursorialer) Läufer teils vierfüßig springend fort. Häufig halten sich die Tiere in buschbewachsenen Regionen versteckt und sind so in der Regel schwer zu beobachten und meist nur anhand der sich ständig bewegenden Ohren und des Rüssels erkennbar. Die einzelnen Individuen nutzen Aktionsräume, die laut Untersuchungen im Erongogebirge eine Größe von 0,47 ha bei männlichen und 0,32 ha bei weiblichen Tieren erreichen. Über jedem Aktionsraum liegen bis über ein Dutzend verschiedene Verstecke verteilt. Gelegentlich, etwa bei Störungen, besetzt die Trockenland-Elefantenspitzmaus kurzzeitig auch Baue, die durch Nagetiere angelegt wurden. Sie gräbt keine eigenen Erdhöhlen. Unterschlüpfe befinden sich unter bis zu 1 m hohen Büschen oder in 15 bis 20 cm breiten Felsspalten. Die Eingänge der Verstecke unter Büschen sind häufig mit bis 5 cm mächtigem Blätterabfall verdeckt. Spezielle Nester im Innern werden nicht angelegt. Zwischen den einzelnen Aufenthaltsgebieten wie Schlaf- und Fressplätzen oder Bereichen zum Sonnenbaden legen die Tiere Pfade an, auf denen sie Steinchen und Blätter mit ihren Vorderpfoten beseitigen. Zum Schlafen oder zur Ruhe hockt sich ein Tier auf alle Viere und bettet den Kopf auf die Vorderbeine. Die Schlafdauer beträgt maximal 10 Minuten, allerdings ist die Trockenland-Elefantenspitzmaus stets aufmerksam, um bei unbekannten Geräuschen oder Ähnlichem alarmiert aufzuspringen und schnüffelnd nach dem Ursprung der Störung zu suchen.
Wie für andere Elefantenspitzmäuse ebenfalls typisch, leben die beiden Geschlechter in monogamen Paaren, die häufig das gesamte Leben lang halten. Manchmal gehen gebundene Männchen auch weitere Bindungen gleichzeitig mit ungebundenen Weibchen ein, die aber meist nur kurze Zeit bestehen. Sie enden, sobald das ungebundene Weibchen einen festen Partner findet. Die Streifgebiete der Paare überschneiden sich entweder vollständig oder zu großen Teilen. Die Überlappungen der beiden Reviere sind umso stärker, je höher die Populationsdichte in einem Gebiet ist. Zu den Aktionsräumen anderer Paare gibt es nur wenige Überschneidungen, so dass möglicherweise Territorialität vorliegt. Gemeinsame Aktivitäten der gebundenen Tiere außerhalb der Paarung finden nur selten statt, manchmal treffen sie sich vor Unterschlüpfen kurzzeitig und reiben gegenseitig die Nasen als Kontaktform aneinander oder nehmen zusammen kurze Sonnenbäder. Zumeist nutzen sie aber getrennte Aufenthalts- und Ruheplätze, wobei nur ein Teil von diesen abwechselnd auch von beiden Partnern genutzt wird.
Die innerartliche Kommunikation besteht aus mehreren Formen. Neben Duftmarken aus Drüsensekten kommen verschiedene Lautäußerungen zum Einsatz, etwa ein hoher Quiekton als Warnung oder ein weiches Schnurren. Vergleichbar anderen Arten der Elefantenspitzmäuse, benutzt die Trockenland-Elefantenspitzmaus auch Fußtrommeln, deren Schläge mit den Hinterbeinen erzeugt werden. Die Trommelserie umfasst regelmäßige Abfolgen mit Abständen von 200 bis 300 ms, in welche irreguläre Folgen von kürzerer Dauer (zumeist unter 50 ms) und variierenden Längen eingestreut sind. Insgesamt kann sie über mehrere Sekunden bis hin zu Minuten andauern.

### Ernährung
Die hauptsächliche Nahrung der Trockenland-Elefantenspitzmaus besteht aus Insekten, vornehmlich Ameisen. Im Kalahari-Gemsbok-Nationalpark in der südlichen Kalahari stellen Insekten bis zu 87 % der verzehrten Biomasse dar. Der Rest entfällt auf Pflanzen. Die Beutesuche findet überwiegend im Schutz hoher Pflanzen und Büsche statt. Kleinere Beutetiere werden sofort gefressen, größere wie beispielsweise Grashüpfer bringt die Trockenland-Elefantenspitzmaus in Verstecke und verspeist sie dort.
Die Körpertemperatur der Trockenland-Elefantenspitzmaus liegt bei 33,5 bis 37,7 °C und ist relativ stabil. Die Außentemperaturen im Lebensraum variieren zwischen 5 und 37 °C, teilweise treten kühle Nächte auf. Jedoch ist bei der Trockenland-Elefantenspitzmaus im Gegensatz zu anderen Vertretern der Gattung kein Torpor während kälterer Jahresabschnitte nachgewiesen. Diese Phasen werden von der Art durch häufigere Sonnenbäder und Aufenthalte in durchwärmten Verstecken überbrückt, zudem kommt es auch zur Verengung der Blutgefäße (Vasokonstriktion). Überhitzung bei hohen Außentemperaturen von 35 °C und darüber begegnen die Tiere mit Inaktivität und einer stärkeren Verdunstung von Wasser auf der Körperoberfläche.

### Fortpflanzung
In Botswana und im nördlichen Südafrika wurden trächtige Weibchen bisher nur im Zeitraum vom August bis Februar oder März beobachtet. Dies fällt in die warme und feuchte Jahreszeit der Region und würde für eine saisonal beschränkte Fortpflanzungsphase sprechen, wie es etwa bei der Östlichen Klippen-Elefantenspitzmaus der Fall ist. Untersuchungen in Namibia ergaben dagegen Hinweise auf eine nicht an bestimmte Jahresabschnitte und Klimaverhältnisse gebundene Fortpflanzung, so dass diese hier mehr oder weniger ganzjährig erfolgt. Der Geschlechtsakt ist relativ kurz und dauert rund 30 Sekunden. Die Tragzeit liegt bei 50 bis 52 Tagen. Ein Wurf besteht aus einem oder zwei Jungtieren. Die Neugeborenen wiegen jeweils rund 10 g und sind bei der Geburt wie bei anderen Vertretern der Elefantenspitzmäuse relativ weit entwickelt. Sie verbleiben in einem eigenständigen, vom Mutter- und Vatertier getrennten Versteck. Die Mutter besucht sie nur unregelmäßig zum Säugen, was als „System des Absentismus der Mutter“ bezeichnet wird und typisch für Rüsselspringer ist. Eine Betreuung des Nachwuchses seitens des Vatertieres findet nicht statt. Täglich nehmen die Jungtiere rund 1 g an Körpergewicht zu. Mit drei Wochen erfolgt erstmals die Aufnahme von fester Nahrung, nach fünf Wochen werden die Jungtiere entwöhnt. Sie erreichen mit rund zwei bis zweieinhalb Monaten das Gewicht ausgewachsener Tiere. Die Lebenserwartung in freier Wildbahn ist unbekannt, in menschlicher Obhut gehaltene Tiere wurden bis zu neun Jahre und drei Monate alt, was den höchsten Wert unter den Elefantenspitzmäusen darstellt.

### Fressfeinde und Parasiten
Die hauptsächlichen Fressfeinde sind die Schleiereule und die Gehörnte Puffotter. Bei Begegnungen flüchtet die Trockenland-Elefantenspitzmaus schnell in Areale mit schützender Grasbedeckung oder in Verstecke. Als äußere Parasiten treten Zecken wie Rhipicephalus auf.

## Systematik
Die Trockenland-Elefantenspitzmaus ist eine Art aus der Gattung der Elefantenspitzmäuse (Elephantulus), die insgesamt acht Arten umfasst. Diese bewohnen weite Teile des südlichen und östlichen Afrikas. Die Elefantenspitzmäuse gehören zur Ordnung der Rüsselspringer (Macroscelidea), eine Gruppe kleinerer, in Afrika endemisch auftretender Säugetiere. Die Ordnung wird heute mit den Rhynchocyonidae und den Macroscelididae in zwei Familien unterschieden. In die Rhynchocyonidae werden nur die Rüsselhündchen (Rhynchocyon) gestellt, die Familie ist somit monotypisch. Der Lebensraum dieser größten Vertreter der Rüsselspringer bilden dicht bewaldete Habitate. Den Macroscelididae gehören neben den Elefantenspitzmäusen auch die Rüsselratte (Petrodromus), die Nordafrikanische Elefantenspitzmaus (Petrosaltator) sowie die Arten der Gattungen Galegeeska und Macroscelides an. Sie gelten zumeist als Bewohner eher trockener und offenerer Landschaften und kommen sowohl in Savannen als auch in wüstenartigen Regionen vor. Beide Familien trennten sich laut Molekulargenetischen Untersuchungen bereits im Unteren Oligozän vor etwa 32,8 Millionen Jahren voneinander ab. Beginnend mit dem Oberen Oligozän vor rund 28,5 Millionen Jahren kam es zu einer stärkere Aufsplitterung der Macroscelididae.

Historische Darstellung der Trockenland-Elefantenspitzmaus von 1839

Über die allgemeinen Verwandtschaftsverhältnisse der Rüsselspringer hinaus ergaben molekulargenetischen Analysen aus dem Jahr 2011, dass die Elefantenspitzmäuse derzeit eine paraphyletische Gruppe bilden, da Petrosaltator, Petrodromus und Macroscelides momentan noch tief in die Gattung Elephantulus eingebettet sind. Jedoch unterstützen die genetischen Untersuchungen die enge Verwandtschaft einer Gruppe von süd- und ostafrikanischer Arten. Innerhalb dieser Gruppe stellt die Westliche Klippen-Elefantenspitzmaus (Elephantulus rupestris) den nächsten Verwandten der Trockenland-Elefantenspitzmaus dar. Dieser gemeinsamen Verwandtschaftsgruppe kann eine Klade weiterer, überwiegend südafrikanischer Arten beigeordnet werden, die sich aus der Östlichen Klippen-Elefantenspitzmaus (Elephantulus myurus), der Kap-Elefantenspitzmaus (Elephantulus edwardii) und der erst 2008 neu beschriebenen Karoo-Klippen-Elefantenspitzmaus (Elephantulus pilicaudus) zusammensetzt. Die Vorfahren dieser großen Artengemeinschaft lebten möglicherweise ursprünglich im östlichen Afrika. Vor rund 11,5 Millionen Jahren zu Beginn des Oberen Miozäns kam es zu einer deutlichen Aridisierung des Kontinentes, was als Grund für die Auswanderung dieser frühen Vertreter der Elefantenspitzmäuse in Richtung Süden und Südwesten und somit zu den heutigen Verbreitungsgebieten angesehen wird. Eine weitere Aufsplitterung der Elefantenspitzmäuse wurde durch eine erneute Austrocknung der Landschaften des südlichen Afrikas im Übergang vom Oberen Miozän zum Pliozän vor rund 6 Millionen Jahren verursacht.
Zwischen 1932 und 1955 wurden rund ein halbes Dutzend Unterarten der Trockenland-Elefantenspitzmaus beschrieben, so etwa E. i. campbelli, E. i. kalaharicus, E. i. mossamedensis oder E. i. omahekensis, die weitgehend nur auf einigen Fellvariationen basierten. Allerdings sind die morphologischen Unterschiede innerhalb der Art eher gering, weshalb die verschiedenen Unterarten heute in der Regel nicht anerkannt werden. Jedoch lassen genetische Studien aus dem Jahr 2021 erkennen, dass eine nördliche Gruppe aus Angola und eine südliche aus Namibia und Südafrika absetzbar ist. Eventuell handelt es sich hierbei um potentielle eigenständige Arten.
Fossilreste der Trockenland-Elefantenspitzmaus sind bisher nur aus den archäologischen Fundstellen Swartkrans und aus Sterkfontein überliefert. Dort konnte sie in mehreren Fundschichten (Sterkfontein Members M4, M5 und post-M6 sowie Swartkrans Members 1-3) nachgewiesen werden, deren Alter von 2,8 Millionen bis 100.000 Jahren vor heute zurück reicht. Beide Fundstellen liegen etwas außerhalb des heutigen Verbreitungsgebietes der Trockenland-Elefantenspitzmaus, so dass angenommen werden kann, dass sie unter den damals teils trockeneren Klimaverhältnissen einen größeren Landschaftsraum besiedelte. In einigen Schichtgliedern ist die Art dort mit der wesentlich selteneren Dunklen Elefantenspitzmaus (Elephantulus fuscus) vergesellschaftet aufgefunden worden. Ihr Vorkommen liegt heute deutlich weiter nördlich.
Die wissenschaftliche Erstbeschreibung der Trockenland-Elefantenspitzmaus wurde von Andrew Smith im Jahr 1836 unter dem Namen Macroscelides intufi erbracht. Smith gab als Typusregion die Ebenen um Kurrichane in der Region Marico in der heutigen südafrikanischen Provinz Nordwest an. Zur Beschreibung stand Smith ein einzelnes Individuum zur Verfügung, dessen Körperlänge 13,3 cm betrug. Er erkannte später auch die sehr nahe Verwandtschaft mit der Westlichen Elefantenspitzmaus. Hauptsächlich in den 1950er Jahren führten einige Wissenschaftler diese innerhalb der Trockenland-Elefantenspitzmaus, was aber während einer Revision der Familie der Rüsselspringer im Jahr 1968 korrigiert wurde.

## Bedrohung und Schutz
Bisher liegen keine größeren Bestandsbedrohungen für die Trockenland-Elefantenspitzmaus vor. Ihre Verbreitung in teils halbwüstenartigen Trockenlandschaften führt nur zu wenigen Konflikten mit dem Menschen. Lokal, etwa im Bushmanland im nordwestlichen Südafrika kann es zu Überschneidungen mit Weidetieren kommen, die möglicherweise daraus für die Art entstehenden Beeinträchtigungen werden aufgrund der bekannten Lebensweise der Rüsselspringer als eher gering eingeschätzt. Die IUCN listet sie daher als „nicht gefährdet“ (least concern). Die Trockenland-Elefantenspitzmaus kommt in mehreren geschützten Gebieten vor. In zoologischen Gärten wird sie nur selten gehalten, in Europa bestand eine Zucht im Zoo von Frankfurt am Main von 1958 bis 1970.